# Castello di Punta Troia
Il Castello di Punta Troia (U Casteddo ri Punta Troia in dialetto marettimaro) è una fortificazione situata sul lato nord dell'isola di Marettimo, la più occidentale delle Isole Egadi.

## Storia
Sullo stretto promontorio di Punta Troia era attestata la presenza di una torre di guardia saracena fin dal IX secolo, costruita probabilmente intorno all'anno 827, a difesa del presidio arabo sulla piccola isola. Intorno al 1140 il re normanno Ruggero II di Sicilia decise di rinforzare le fortificazioni della torre, a difesa della posizione strategica dell'isola e del confine occidentale del suo regno.
Nel XVI secolo il viceré spagnolo di Sicilia Francesco Ferdinando d'Avalos ordinò, nel contesto di una generale riorganizzazione delle difese delle Egadi, l'edificazione sul sito della precedente torre normanna di un nuovo castello, la cui struttura è nelle sue linee generali quella ancora oggi visibile, dotando il fortilizio di una cisterna per l'acqua e di una piccola chiesa, che fino al XIX secolo restò il principale centro di culto dell'isola.
La cisterna, profonda circa sette metri, venne in seguito utilizzata dagli spagnoli come prigione d'isolamento per i reati più gravi; da qui il soprannome "la Fossa". L'utilizzo penale del castello proseguì, con la graduale perdita di importanza militare del sito, per tutto il XVIII secolo e venne rinnovato nel periodo della Rivoluzione Francese, arrivando ad annoverare nel 1793 52 prigionieri politici al suo interno. Alla fine del secolo fu detenuto nella "Fossa" il patriota della Repubblica Partenopea Guglielmo Pepe, che ha lasciato una accurata descrizione degli spazi angusti della cisterna nelle sue memorie.
Nel 1844 il re delle Due Sicilie Ferdinando II di Borbone ispezionò le fortificazioni di Marettimo e ordinò la chiusura del castello, che cessò così anche le sue funzioni detentive e cadde in uno stato di abbandono.  Fu adibito in seguito, durante le due guerre mondiali, a punto di avvistamento militare e stazione telegrafica locale, sebbene mai coinvolto direttamente in operazioni belliche.
Nel 2011 la struttura, dopo aver rischiato il crollo a causa dell'incuria, è stata riaperta al pubblico

## Descrizione

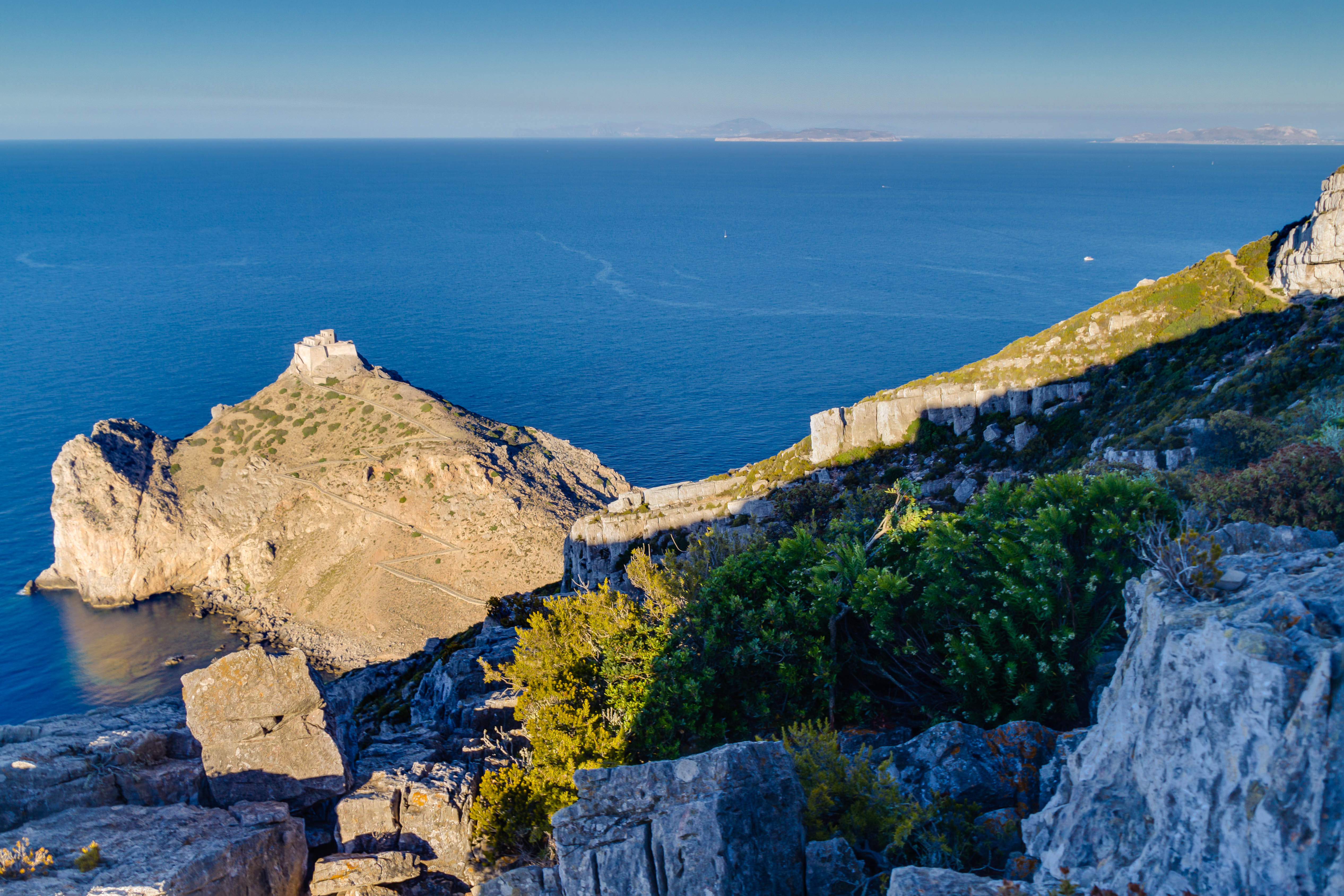
Il Castello, con le altre due isole Favignana e Levanzo sullo sfondo

L'edificio è a pianta irregolare, e ha subito molto probabilmente interventi migliorativi nel corso del XVII secolo, durante il quale ha assunto sostanzialmente la sua forma attuale.
Il Castello è oggi raggiungibile tramite un sentiero scosceso che percorre la stretta lingua di terra che lo collega al resto dell'isola. È inoltre possibile arrivare al castello in barca, con l'ausilio di una delle guide locali.
L'edificio è restaurato e visitabile e si snoda su due piani, quello inferiore costituito da un solo ambiente e da una scalinata che conduce al piano superiore a cui si accede tramite una sorta di androne e, attraverso un piccolo passaggio, si accede a una piccola scalinata che porta ad un terrazzamento dove vi sono diverse stanze. Il Castello, cui si accede gratuitamente, ospita un piccolo Museo delle Carceri e una sede dell'osservatorio marino, denominato "Foca Monaca", che ha lo scopo di monitorare l'Area Marina Protetta dell'isola.